# Kanton Pontarion
Kanton Pontarion (francouzsky Canton de Pontarion) je francouzský kanton v departementu Creuse v regionu Limousin. Tvoří ho 10 obcí.

## Obce kantonu
- La Chapelle-Saint-Martial
- Janaillat
- Pontarion
- La Pouge
- Saint-Éloi
- Saint-Georges-la-Pouge
- Saint-Hilaire-le-Château
- Sardent
- Thauron
- Vidaillat